# Adrienne Barbeau
Adrienne Jo Barbeau (Sacramento, 11 de junio de 1945) es una actriz y escritora estadounidense.
Fue la voz de Catwoman en las series animadas Batman: The Animated Series y The New Batman Adventures.

## Primeros años
Barbeau nació en Sacramento, California, en 1945, la hija de Armene (née Nalbandian) y Joseph Barbeau, quien era ejecutivo de relaciones públicas de Mobil Oil. Su madre era de ascendencia armenia y la ascendencia de su padre era francés canadiense, irlandés y alemán. Ella tiene una hermana, Jocelyn, y un medio hermano del lado de su padre, Robert Barbeau, quien todavía reside en el área de Sacramento. Asistió a la Escuela Secundaria Del Mar en San José, California. En su autobiografía, Barbeau dice que descubrió por error el mundo del espectáculo, mientras entretenía a las tropas en las bases del ejército en todo el sudeste asiático, de gira con la Ópera Cívica de San José.

## Filmografía
- 1977 - Red Alert - Judy Wyche
- 1978 - Someone's Watching Me!
- 1980 - The Fog - Stevie Wayne
- 1981 - Escape from New York - Maggie
- 1981 - The Cannonball Run - Marcie Thatcher
- 1982 - Creepshow - Wilma Northrup (segmento "The Crate")
- 1982 - The Thing - Voz de la computadora (no acreditada)
- 1982 - Swamp Thing - Alice Cable
- 1984 - The Next One - Andrea Johnson
- 1986 - Back to School - Vanessa
- 1987 - Open House - Lisa Grant
- 1989 - Jungle Heat - Dra. Kurtz
- 1990 - Two Evil Eyes - Jessica Valdemar (segmento "The Facts in the Case of Mr. Valdemar")
- 1993 - Father Hood - Celeste
- 1994 - Silk Degrees - Violet
- 1996 - Assassin 2015 - (videojuego) Voz
- 1997 - Bimbo Movie Bash - Actriz
- 1998 - Scooby-Doo on Zombie Island (vídeo) - Simone (voz)
- 1999 - A Wake In Providence - Tía Lidia
- 2000 - Across the Line - Mrs. Randall
- 2000 - The Convent - Christine de adulta
- 2001 - No Place Like Home - Evie
- 2003 - The Reckoning - Mattie Baker
- 2003 - 2005 - Carnivale - Ruthie
- 2004 - Ring of Darkness (vídeo) - Alex
- 2007 - Halloween
- 2009 - The Dog Who Saved Christmas - Mildred
- 2012 - Revenge - Marion Harper
- 2013 - Sons of Anarchy -Alice (Episodio: "Sweet and Vaded")

- 2014 - Criminal Minds- Cissy Howard (Episodio 221: "Blood Relations")

- 2015 Revenge - Marion Harper (Episodio: "Two Graves")
- 2019 - Swamp Thing - Dr. Palomar (Episodio: "Long Walk Home")

- 2019 - Creepshow - Dixie Parmalee (Episodio: "Gray Matter")

- 2020 - AJ and the Queen- Helen (Episodio: "Columbus")